# Area 40 di Brodmann
L'area 40 di Brodmann, o BA40 è una regione del lobo parietale del cervello umano. La sua parte inferiore si trova nella regione della circonvoluzione sopramarginale, posta al confine posteriore della fessura laterale, nella parte inferiore del lobo parietale. È delimitata approssimativamente dal solco intraparietale, il solco postcentrale inferiore, il solco subcentrale posteriore e il solco laterale. È delimitata caudalmente dall'area angolare 39, rostralmente e dorsalmente dall'area postcentrale caudale 2, e ventralmente dall'area subcentrale 43 e l'area temporale superiore 22.
Le sottoregioni del BA40, definite citoarchitettonicamente, sono: PF, PFcm, PFM, PFop, e PFT. L'area PF è omologa all'area PF del macaco, e fa parte del sistema dei neuroni specchio, attivo negli esseri umani durante l'imitazione.
La circonvoluzione sopramarginale dell'area Brodmann 40 è la regione nel lobo parietale inferiore coinvolta nella lettura sia per quanto riguarda il significato sia per la fonologia.

## Immagini aggiuntive

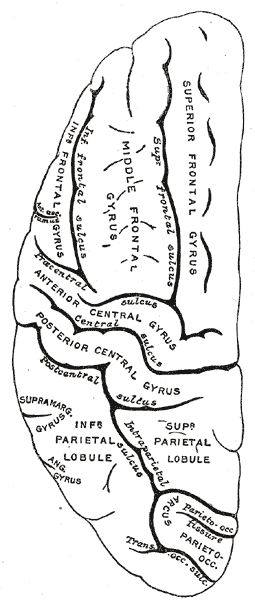
Superficie laterale dell'emisfero cerebrale sinistro, vista dall'alto.
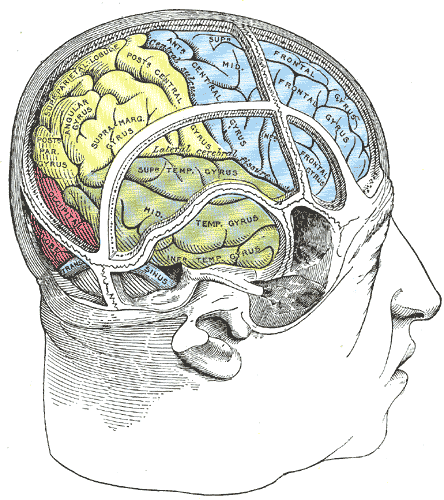
Illustrazione dei rapporti del cervello col cranio. (circonvoluzione sopramarginale in alto a sinistra, nella sezione gialla).